# Thistleton
Thistleton – wieś w Anglii, w hrabstwie Rutland. Leży 11 km na północny wschód od miasta Oakham i 143 km na północ od Londynu. W 2001 miejscowość liczyła 99 mieszkańców.